# Dorfkirche Uckro

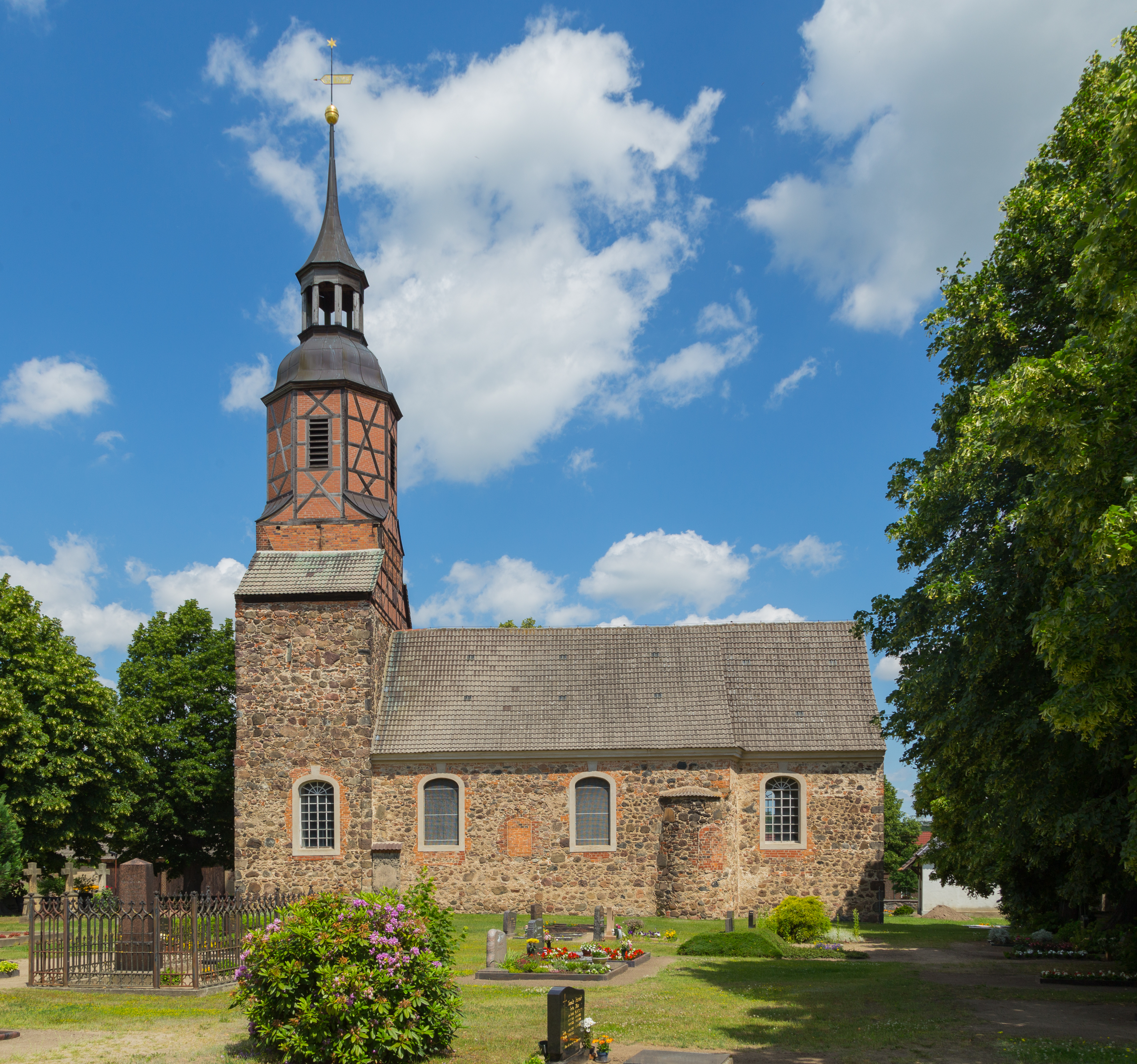
Dorfkirche Uckro

Die Dorfkirche Uckro ist eine Feldsteinkirche in Uckro, einem Ortsteil der Stadt Luckau im Landkreis Dahme-Spreewald in Brandenburg. Sie gehört zum Evangelischen Kirchenkreis Niederlausitz. 

## Geschichte
Das genaue Baudatum des Sakralbaus ist nicht bekannt. Das Dehio-Handbuch gibt als Datum der Errichtung nur recht vage das Ende des 14. sowie den Anfang des 15. Jahrhunderts an. Um 1700 erhielt die Kirche eine Orgel. Im ersten Drittel des 18. Jahrhunderts fügte die Kirchengemeinde eine Patronatsloge hinzu und baute einen Kanzelaufgang an der Südostecke des Kirchenschiffs ein. Vermutlich in derselben Zeit wurde der Aufsatz des Westturms umgebaut. In den Jahren 1904 bis 1905 baute die Firma Schuke aus Potsdam eine neue Orgel für 2.044 Reichsmark ein. Sie wurde 1981, 1995 und 2005 restauriert. Seit 1970 nutzt die Kirchengemeinde die Patronatsloge als Gemeinderaum. Im Jahr 1995 erfolgte eine umfangreiche Restaurierung der Kirche; 2010 und 2011 folgte die Loge. Der Bau und der umliegende Friedhof dienten den ehemaligen Patronatsfamilien, u. a. der Familie von Trosky, als Erbbegräbnisstätte.

## Architektur

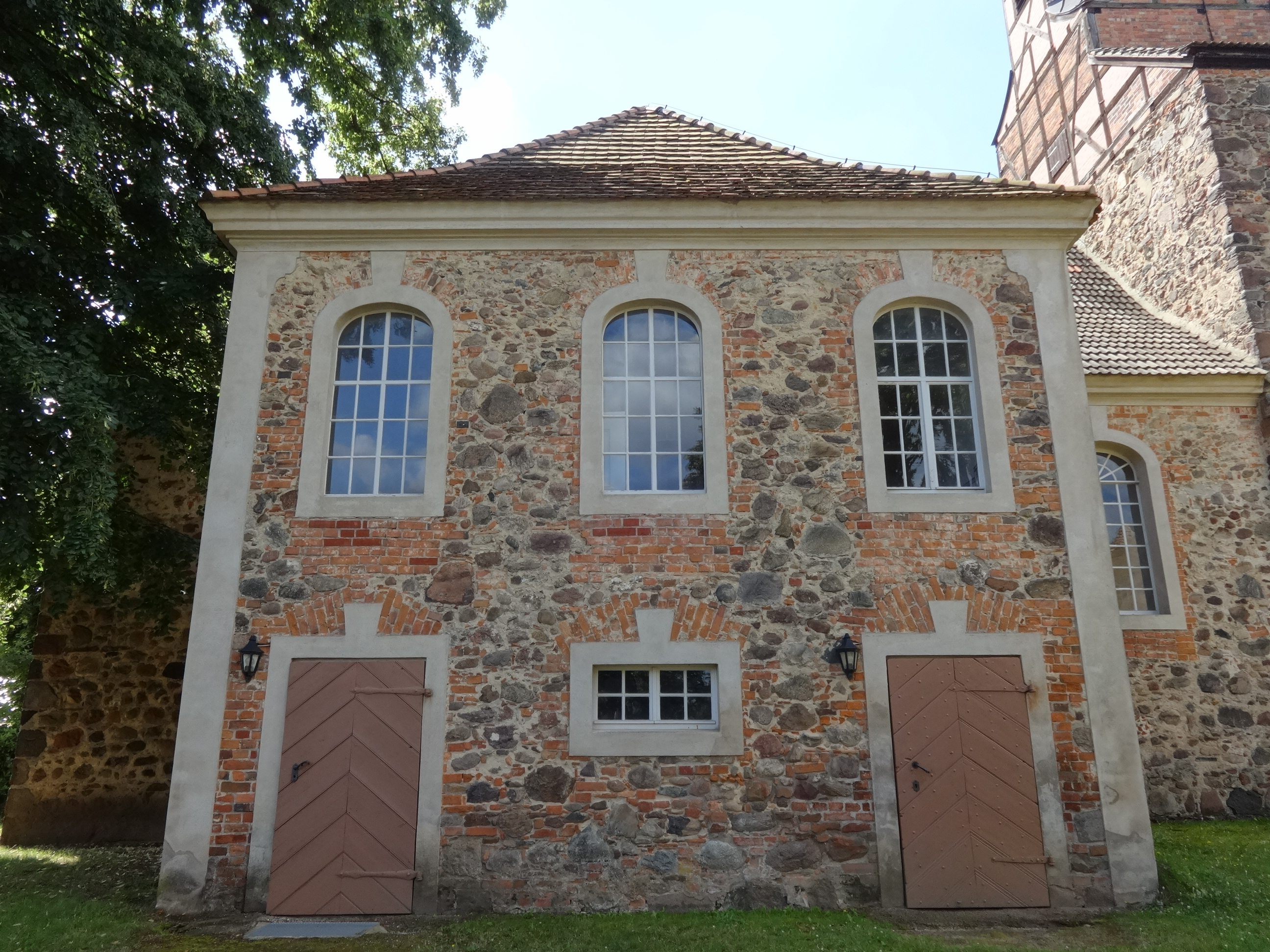
Patronatsloge

Die Saalkirche wurde mit einem rechteckigen Grundriss aus Feldsteinen errichtet. Der Baukörper gehört zu einer Reihe von Findlingsbauten westlich der Linie Luckau – Golßen. Sie sind bis auf die Ecksteine unbehauen und im unteren Bereich lagig geschichtet. In der oberen Hälfte des Bauwerks verlaufen die Linien. Der Chor ist rechteckig und eingezogen, während der Kirchturm zwar ebenfalls über einen rechteckigen Grundriss verfügt, aber auffällig aus der Flucht der Schiffswände hervortritt. An der Südseite des Kirchenschiffs sind zwei segmentbogenförmige, große Fenster vorhanden, deren Form durch verputzte Faschen nochmals betont wird. Zwischen den beiden Fenstern ist eine deutlich kleinere, mit Mauersteinen zugesetzte Öffnung erkennbar. Zwischen Kirchenschiff und Chor befindet sich der bereits erwähnte Aufgang zur Kanzel. Er ist aus ungleichmäßig geschichteten Feldsteinen errichtet und auch hier ist im östlichen Bereich eine zugesetzte Öffnung erkennbar. Im Chor befinden sich an der Nord- und Südseite zwei weitere Fenster, während in der Ostwand die ursprünglich vorhandene lanzettförmige Dreifenstergruppe mit Mauersplittern verfüllt wurde. Der Giebel ist ebenfalls aus ungleichmäßig geschichteten, kleinen Feldsteinen erbaut, die mit Splittern und Mauerziegeln ergänzt wurden. An der Nordseite des Kirchenschiffs dominiert die barocke Patronatsloge. Der rechteckige Bau aus Feld- und Mauersteinen ist an seiner Nordseite mit drei großen Fenstern im Obergeschoss streng gegliedert. Darunter befindet sich an den Außenseiten je eine rechteckige Tür mit einem dazwischenliegenden rechteckigen Fenster. Alle Öffnungen, wie auch die Ecken des Bauwerks sind mit hellem Putz und einem Schlussstein hervorgehoben. An der westlichen Seite der Loge sind zwei je auf derselben Höhe befindliche Fenster mit rotem Mauerstein zugesetzt. Im westlichen Bereich der Nordwand des Kirchenschiffs ist ein mit Feld- und Mauersteinen zugesetztes spitzbogenförmiges Portal vorhanden. Der Kirchturm aus Feldsteinen wurde ebenfalls umgebaut. An der Nord- und Südseite ist im Erdgeschoss ein segmentbogenförmiges Fenster. Etwa auf der Höhe der Traufe des Kirchenschiffs kann der Betrachter eine kleine, zugesetzte Öffnung erkennen. Auf der Südseite ist diese Öffnung noch vorhanden. Oberhalb der Traufhöhe verwendeten die Baumeister keine Feldsteine, sondern ein achteckiges Fachwerk aus dunklen Hölzern, deren Gefach mit rötlichem Ziegelstein aufgefüllt wurde. An vier der acht Seiten ist eine rechteckige Klangarkade vorhanden, die in eine geschweifte Turmhaube mit Laterne, Turmkugel, Wetterfahne und Kreuz abschließt.

## Ausstattung
Zur Ausstattung gehört ein Altarretabel, das um 1700 entstand und 1975 restauriert wurde. Bedauerlicherweise wurde dabei keine Rücksicht auf den ursprünglichen Charakter genommen. Es zeigt in der Predella das Abendmahl Jesu und in seinem durch Weinlaubsäulen in drei Feldern gegliedertem Hauptbild die Kreuzigung Christi, flankiert von Geburt und Auferstehung Jesu Christi. Oberhalb des Hauptbildes ist die Himmelfahrt zwischen zwei Engeln mit Leidenswerkzeugen dargestellt. Die seitlichen Altarwangen fehlen seit der Restaurierung; einige Reste befinden sich im Jahr 2023 bei einem Restaurator. Den Altar schufen der Calauer Kunsttischler Georg Wolschke sowie der Lübbener Fassmaler Michael Scharbe, die beispielsweise auch in der Stadtpfarrkirche St. Sebastian (Baruth/Mark) oder in Gollmitz (Calau) aktiv waren. Die Kanzel ist mit Ecksäulchen verziert; darüber hängt ein Schalldeckel mit einem Posaunenengel. Dazu gehört ein Altargestühl mit einem Stifterwappen des Landeshauptmanns des Markgraftums Niederlausitz Siegmund Seyfried von der Dahm, der nach 1710/1716 starb. Die Fünte ist aus Holz gearbeitet, sechseckig und hat die Form eines Tisches. Sie stammt aus dem 18. Jahrhundert. An der Südwand ist ein Kruzifix aus dem 16. Jahrhundert angebracht. Es wird von zwei Glasmalereien an der Südwand aus dem Jahr 1911 flankiert, die ein Geschenk der Margarethe von Uckro (1859–1934), Schwester des Fideikommissherrn Paul von Uckro auf Uckro (1862–1919), sind und als Motiv „Den sinkenden Petrus“ sowie „Christus in Gethsemane“ zeigen. Neben der Westempore befindet sich weiterhin an der Ostwand eine gotische Sakramentsnische. In der Patronatsloge hängt eine Totentafel für den 1756 verstorbenen Ernst Siegmund von Rex sowie am Logeneingang zwei Kindergrabsteine der Familie. Die flache Innendecke ist verputzt und mit einer Stuckleiste verziert.